# المحكمة الفيدرالية الأسترالية
المحكمة الفيدرالية الأسترالية (بالإنجليزية: Federal Court of Australia) هي محكمة عليا تتمتع بولاية قضائية تشمل معظم النزاعات المدنية المنظمة بموجب القانون الفيدرالي (باستثناء قضايا قانون الأسرة)، إلى جانب بعض القضايا الجنائية البسيطة (الأقل خطورة) والقضايا الجنائية الأكثر خطورة. تُنظر القضايا في المحكمة الابتدائية بوجه عام أمام قضاة منفردين. أما في القضايا ذات الأهمية، يمكن تشكيل محكمة كاملة تتألف من ثلاثة قضاة بقرار من رئيس المحكمة. كما تمتلك المحكمة اختصاصًا استئنافيًا، يمارس بشكل رئيسي من خلال محكمة كاملة تتألف من ثلاثة قضاة (ولكن أحيانًا من خلال لجنة تضم خمسة قضاة وأحيانًا من خلال قاضٍ واحد)، والمحكمة العليا وحيدة الاختصاص بالاستئناف من هذه المحكمة. في التسلسل الهرمي للمحاكم الأسترالية، تحتل المحكمة الفدرالية مكانة مكافئة للمحاكم العليا في كل ولاية وإقليم. وفيما يتعلق بالمحاكم الأخرى في النظام الفدرالي، فإنها تفوق المحكمة الفيدرالية ومحكمة الدوائر الفدرالية ومحكمة الأسرة في جميع الاختصاصات باستثناء قانون الأسرة. تأسست المحكمة في عام 1976 بموجب قانون المحكمة الفدرالية في أستراليا. يترأس قضاة المحكمة الفيدرالية القاضية الأسترالية ديبرا مورتيمر.

## الروابط الخارجية
- المحكمة الفيدرالية في أستراليا